# Benjamin Latrobe
Benjamin Henry Latrobe (ur. 1 maja 1764, zm. 3 września 1820) – amerykański architekt, pochodzenia angielskiego.
Projektował głównie budynki użyteczności publicznej i gmachy rządowe. Brał udział w budowie Kapitolu w Waszyngtonie. Zaprojektował Bazylikę Wniebowzięcia Najświętszej Maryi Panny w Baltimore, najstarszą rzymskokatolicką katedrę w Stanach Zjednoczonych.

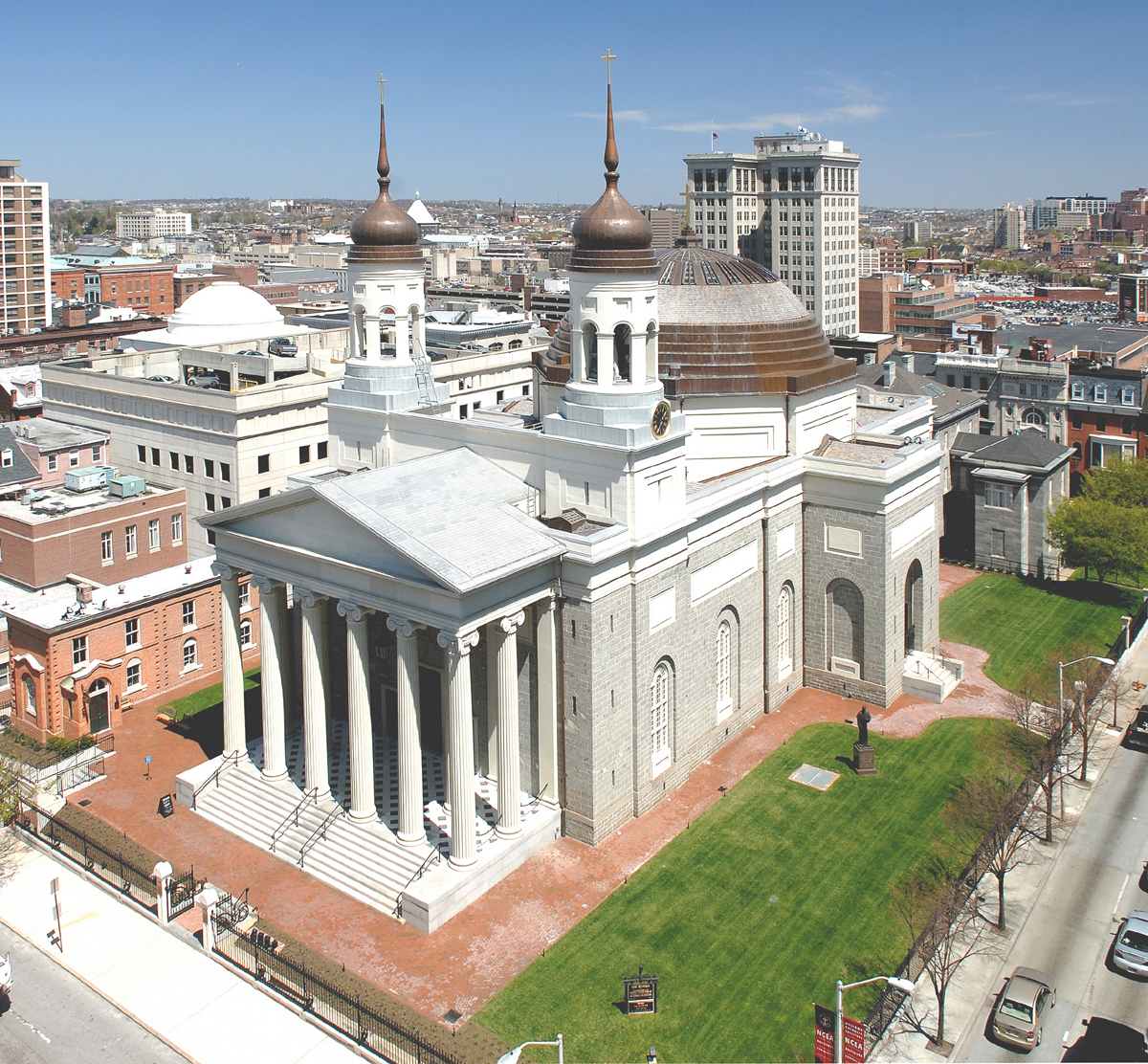
Bazylika Wniebowzięcia Najświętszej Maryi Panny w Baltimore – zaprojektowana przez Latrobe’a

Latrobe był jednym z pierwszych profesjonalnie przygotowanych architektów w Stanach Zjednoczonych. Z tego względu czasami jest on nazywany ojcem amerykańskiej architektury.

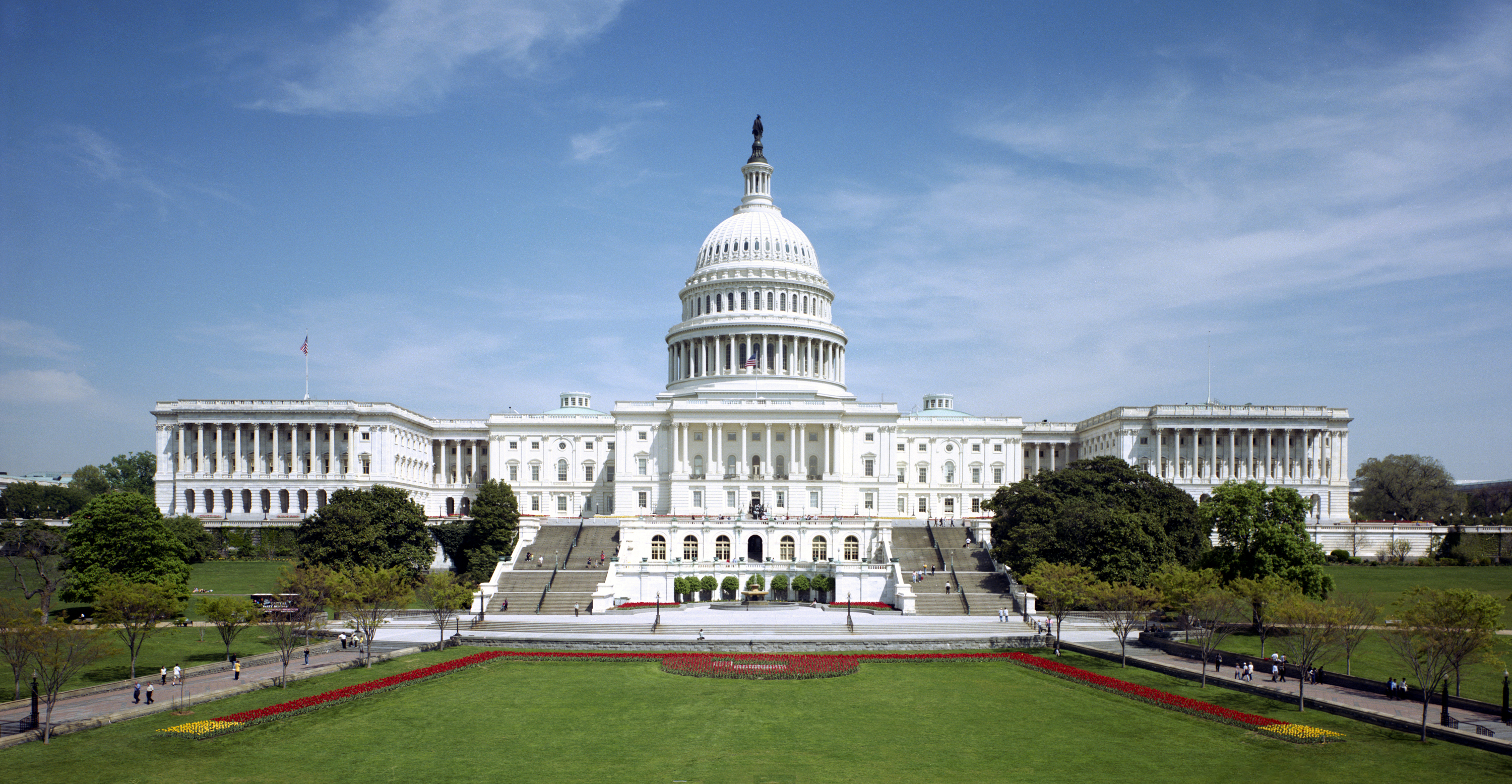
Budynek Kapitolu w Waszyngtonie, który współprojektował Latrobe

Na cześć Benjamina Latrobe zostało nazwane miasto w Pensylwanii. Nazwę Latrobe nadał miastu inżynier Oliver Barnes w 1852 roku, przyjaciel wybitnego architekta.